# オービックシーガルズ
オービックシーガルズ（英: OBIC SEAGULLS）は、日本の千葉県習志野市に本拠地を置くプロアメリカンフットボールの社会人クラブチーム。Xリーグ1部のX1 Superに所属する。
メインスポンサーはシステムインテグレータ企業のオービック。練習場はオービック習志野グラウンド。運営者はレナウン習志野オフィス内に置かれた株式会社OFC（オービック・フットボール・クラブ）。
獲得した主要全国タイトルは、全国社会人チーム最多の計17回（ライスボウル優勝8回、Xリーグ制覇9回　ともに史上最多）である。

## 歴史

### チーム創設から2002年まで
1983年にリクルートの企業内同好会「リクルートシーガルズ」として創部（ニックネームはリクルートのシンボルマークのモチーフであるカモメから）。
1984年の秋にパレスサイドリーグへ加盟。初年度は0勝に終わったが、1985年・1986年は2年連続で準優勝となり、1987年で初優勝を果たした。
1988年1月に取締役会でアメリカンフットボール部の創部が決定し、日本社会人アメリカンフットボール協会に加盟した。
1989年、千葉県千葉市美浜区に専用のグラウンドが完成。秋季リーグでは優勝できなかったものの、1部リーグのチーム数増に伴う1部昇格決定戦でハスキーズに勝利し、東日本社会人1部に昇格した。
1992年は東日本社会人1部Aブロックで2位の成績を残した。
1995年は東日本1部リーグで優勝し、東京スーパーボウルに出場するも、松下電工インパルス（現パナソニック インパルス）に敗れる。
1996年はオンワードオークスを破り、念願の東京スーパーボウルを制覇。ライスボウルでも京都大学を破り初の日本一を達成。
1998年は立命館大学を破って再びライスボウルを制した。
1999年に運営形態をクラブチームに変更し、リクルート社員以外の選手も受け入れるようになる。

### チーム名変更
2002年6月末をもってリクルートがスポンサーから撤退し、名称をシーガルズに変更する。スポンサー不在ながらも秋季リーグで優勝し、東京スーパーボウルも制覇。しかし、ライスボウルでは立命館大学に敗れ、日本一を逃す。
2003年からは新たにオービックがメインスポンサーになり、チーム名をオービックシーガルズに改める。レナウンローバーズの解散に伴い本拠地「習志野グラウンド」を引き継ぐ。
2005年は法政大を49-17で破り、3回目のライスボウルを制覇を果たす。特にライスボウルではランニングバックの古谷拓也がタッチダウン5回、ラン35回、累計獲得距離249ヤードを記録する活躍を見せた。
2009年5月のパールボウル準決勝富士通フロンティアーズ戦では第3クォーターまでビハインドだったが、最終クォーターに一挙14点を獲得し逆転勝利を収めた。しかし6月の鹿島ディアーズとの決勝では逆転負けを喫した。9月のリーグ開幕戦（千葉マリンスタジアム）は日本ユニシスBULLSを52-7で破る。
2010年はライスボウルで立命館大を24-0に完封し、4回目のライスボウル制覇を果たす。
2011年はライスボウルで関西学院大を第4クォーターに逆転し優勝。チーム初の2年連続日本一となる。
2012年はライスボウルで再び関西学院大を相手に迎え優勝。社会人初・日本大学以来2チーム目の3連覇、史上最多の通算6回目の日本一。
2013年はライスボウルで三度関西学院大を相手に迎え優勝。史上初の4連覇、史上最多の通算7回目の日本一。
しかし、2014年・2015年と連続でジャパンXボウルの進出を逃し、2016年に3年ぶりにXボウルに出場するも富士通に敗れた。その一方で春季公式戦のパールボウルは2017年から3連覇を達成した。
2020年は新型コロナウイルスによる短縮日程により2ブロック制が導入され、オービックは東京ガス・パナソニックと共にBブロックに所属。ブロック内リーグ戦を2戦2勝で1位通過すると、富士通とのジャパンXボウルに勝利し、7年ぶりにXリーグ優勝を達成。さらに関西学院大を相手に迎えたライスボウルでも優勝し、7年ぶり史上最多の通算8回目の日本一に輝いた。
2021年のミス・ジャパンには、岩手県代表で、チアリーダーの吉田佐弥香が出場した。
2023年は4年ぶりに開催されたパールボウルで優勝し、大会4連覇を達成した。

## タイトル

### 社会人リーグ
通算　優勝：9回　準優勝：2回
東京スーパーボウル(1987年～2002年)
- 優勝：3回（1996, 1998, 2002）
- 準優勝：1回（1995）

ジャパンXボウル(2003年～2020年)
- 優勝：6回（2005, 2010-2013, 2020）
- 準優勝：1回（2016）

ライスボウル(2021年～)
- 出場なし

()内はシーズン年度

### 社会人VS学生大会
ライスボウル(～2021年)
- 優勝：8回（1997, 1999, 2006, 2011-2014, 2021）
- 準優勝：なし

()内はライスボウル開催年

## 成績

### 秋季リーグ戦成績
|  |  |  | 優勝 |  | 準優勝 |  | 昇格 |  | 降格 |

#### 1997年-2008年（2ステージ制）
| 年度                       | 所属      | レギュラーシーズン | レギュラーシーズン | レギュラーシーズン | レギュラーシーズン | Final6（プレーオフ）                        |
| 年度                       | 所属      | 勝                 | 負                 | 分                 | 順位               | Final6（プレーオフ）                        |
| -------------------------- | --------- | ------------------ | ------------------ | ------------------ | ------------------ | ------------------------------------------- |
| 1997                       | X CENTRAL | 5                  | 2                  | 0                  | 3位                |                                             |
| 1998                       | X CENTRAL | 4                  | 2                  | 0                  | 2位                | 東京スーパーボウル優勝(2)（対アサヒビール） |
| 1999                       | X CENTRAL | 4                  | 2                  | 0                  | 2位                | セミファイナル敗退（対鹿島ディアーズ）      |
| 2000                       | X CENTRAL | 6                  | 0                  | 0                  | 1位                | セミファイナル敗退（対アサヒ飲料）          |
| 2001                       | X CENTRAL | 5                  | 0                  | 0                  | 1位                | セミファイナル敗退（対松下電工）            |
| 2002                       | X CENTRAL | 5                  | 1                  | 0                  | 1位                | 東京スーパーボウル優勝(3)（対富士通）       |
| ジャパンエックスボウル開始 |           |                    |                    |                    |                    |                                             |
| 2003                       | X CENTRAL | 4                  | 2                  | 0                  | 2位                | ワイルドカード敗退（対アサヒ飲料）          |
| 2004                       | X EAST    | 4                  | 2                  | 0                  | 2位                | セミファイナル敗退（対松下電工）            |
| 2005                       | X EAST    | 6                  | 0                  | 0                  | 1位                | JXB優勝(4)（松下電工）                      |
| 2006                       | X EAST    | 4                  | 1                  | 0                  | 1位                | セミファイナル敗退（オンワードオークス）    |
| 2007                       | X EAST    | 6                  | 1                  | 0                  | 2位                | セミファイナル敗退（対松下電工）            |
| 2008                       | X CENTRAL | 6                  | 2                  | 0                  | 2位                | ワイルドカード敗退（対パナソニック）        |

#### 2009年-2015年（3ステージ制）
| 年度 | 所属      | 1stステージ | 1stステージ | 1stステージ | 1stステージ | 2ndステージ    | Finalステージ                      |
| 年度 | 所属      | 勝          | 負          | 分          | 順位        | 2ndステージ    | Finalステージ                      |
| ---- | --------- | ----------- | ----------- | ----------- | ----------- | -------------- | ---------------------------------- |
| 2009 | X EAST    | 7           | 2           | 0           | 2位         | Super9：1勝1敗 |                                    |
| 2010 | X CENTRAL | 8           | 1           | 0           | 1位         | Super9：2勝    | JXB優勝(5)（対パナソニック）       |
| 2011 | X CENTRAL | 7           | 0           | 0           | 1位         | Super9：2勝    | JXB優勝(6)（対富士通）             |
| 2012 | X CENTRAL | 9           | 0           | 0           | 1位         | Super9：2勝    | JXB優勝(7)（対鹿島ディアーズ）     |
| 2013 | X CENTRAL | 6           | 1           | 0           | 1位         | Super9：2勝    | JXB優勝(8)（対富士通）             |
| 2014 | X CENTRAL | 7           | 2           | 0           | 2位         | Super9：2勝    | ファイナルステージ敗退（対富士通） |
| 2015 | X EAST    | 5           | 2           | 0           | 3位         | Super9：2勝    | ファイナルステージ敗退（対富士通） |

#### 2016年-2018年（2ステージ制）
| 年度 | 所属      | レギュラーシーズン | レギュラーシーズン | レギュラーシーズン | レギュラーシーズン | プレーオフ                     |
| 年度 | 所属      | 勝                 | 負                 | 分                 | 順位               | プレーオフ                     |
| ---- | --------- | ------------------ | ------------------ | ------------------ | ------------------ | ------------------------------ |
| 2016 | X CENTRAL | 8                  | 1                  | 0                  | 1位                | JXB敗退（対富士通）            |
| 2017 | X CENTRAL | 7                  | 3                  | 0                  | 3位                | セミファイナル敗退（対富士通） |
| 2018 | X CENTRAL | 8                  | 2                  | 0                  | 2位                | セミファイナル敗退（対富士通） |

#### 2019年-現在（Super・Area制）
- 2022年-2023年シーズンはX1 SuperがDiv.AとDiv.Bの2ディビジョンに分かれて実施。
- 2024年シーズンからEAST・CENTRAL・WESTに地区分け

| 年度                                | 所属     | 地区 | レギュラーシーズン | レギュラーシーズン | レギュラーシーズン | レギュラーシーズン | プレーオフ                           |
| 年度                                | 所属     | 地区 | 勝                 | 負                 | 分                 | 順位               | プレーオフ                           |
| ----------------------------------- | -------- | ---- | ------------------ | ------------------ | ------------------ | ------------------ | ------------------------------------ |
| 2019                                | X1 Super |      | 6                  | 1                  | 0                  | 2位                | 準決勝敗退（対パナソニック）         |
| 2020                                | X1 Super |      | 2                  | 0                  | 0                  | 1位                | JXB優勝(9)（対富士通）               |
| ライスボウルへ移行（Xリーグ決勝戦） | X1 Super |      |                    |                    |                    |                    |                                      |
| 2021                                | X1 Super |      | 5                  | 2                  | 0                  | 3位                | 準決勝敗退（対富士通）               |
| 2022                                | X1 Super |      | 3                  | 1                  | 1                  | B2位               | セミファイナル敗退（対パナソニック） |
| 2023                                | X1 Super |      | 4                  | 1                  | 0                  | A2位               | セミファイナル敗退（対富士通）       |
| 2024                                | X1 Super | E    | 5                  | 1                  | 0                  | 3位                | セミファイナル敗退（対パナソニック） |

## 歴代ヘッドコーチ
| シーズン  | 氏名                 | 勝  | 負 | 分 | 勝率    |
| --------- | -------------------- | --- | -- | -- | ------- |
| 1983-1987 | 稲葉泰成             | -   | -  | -  | -       |
| 1988      | 中田栄一             | 5   | 0  | 0  | (1.000) |
| 1989-1992 | 大社充               | 8   | 8  | 3  | (.500)  |
| 1993-1999 | デイビッド・スタント | 39  | 13 | 0  | (.750)  |
| 2000-2015 | 大橋誠               | 129 | 28 | 0  | (.822)  |
| 2016-2019 | 古庄直樹             | 37  | 11 | 0  | (.711)  |
| 2020-     | 大橋誠               | -   | -  | -  | -       |

## 関連チーム
小中学生によるフラッグフットボール主体のジュニアチーム「ジュニアシーガルズ」を運営している。また、総合アメリカンフットボールチーム構想に基づき、老若男女誰もがアメリカンフットボールを楽しめるように、以下の2チームと姉妹チームの関係を結んでいる。
- 横浜シーガル（プライベートリーグ東日本所属）[5]
- レディコング（女子アメリカンフットボールチーム）[6]